# Província de Bingo
Bingo (備後国, Bingo no kuni) foi uma antiga província do Japão na costa do Mar Interior a oeste de Honshū, compreendendo o leste da atual prefeitura de Hiroshima. Bingo fazia fronteira com as províncias de Bitchū, Hōki, Izumo, Iwami e Aki.

Mapa das províncias japonesas (1868) com a província de Bingo em destaque

Acredita-se que a antiga capital se localizava nos arredores de Fuchū. Durante o  Período Sengoku, Bingo era parte dos domínios do clã Mori, mas após a Batalha de Sekigahara, Tokugawa Ieyasu a repassou a aliados.
Um ponto notável da província é o Castelo de Fukuyama, que era o castelo do Han Bingo-Fukuyama durante o Período Edo da História do Japão

## Bingo kenkai
lista incompleta dos governadores de Bingo (Bingo kenkai)
- Fujiwara no Toshiie - 1035
- Fujiwara no Munemichi - 1095
- Miura Akitaka - 1703

## Bingo gonsuke
lista incompleta dos vice-governadores de Bingo (Bingo gonsuke)
- Minamoto no Masamichi - 1151